# Butkovská brázda
Butkovská brázda je geomorfologická část Trenčínské vrchoviny.  Zabírá severní část podcelku, jižně od Beluše a nejvyšší vrch Bukovina dosahuje (563 m n. m.) 

## Polohopis
Území zabírá severní okraj podcelku Trenčianská vrchovina, přičemž obepíná na okraji ležící Butkovské bradla.  Na jihozápadním okraji leží obec Košeca, severní okraj je v blízkosti Beluše, Visolají a Slopnej. Území odvodňuje Lúčkovský, Slatinský a Kamenický potok, odvádějící přebytečnou vodu západním směrem do řeky Váh. 
Západním a severním směrem leží Považské podolie, konkrétně Ilavská kotlina na západě a Podmanínska pahorkatina na severu. Mezi nimi se na severozápadě vypínají Butkovské bradlá, geomorfologická část Trenčínské vrchoviny. Ta pokračuje jihozápadním směrem Teplickou vrchovinou, východní okraj vymezuje Zliechovská hornatina s částí Strážov. 

## Ochrana území
Tato část Strážovských vrchů leží na západním okraji Chráněné krajinné oblasti Strážovské vrchy. Na území Butkovské brázdy se však žádné zvláště chráněné území nenachází. 

## Turismus
Severní část Trenčínské vrchoviny patří mezi klidnější a turisticky méně atraktivní území. Vedou jím značené stezky do okolních, vyšších částí Strážovských vrchů.

### Turistické trasy
- po  žluté značce z Ladiec přes sedlo Mraznica do Mojtína
- po  zelené značce ze Slopnej na Ostrú Malenicu [2]